# Petrovice II
Pour les articles homonymes, voir Petrovice.
Petrovice II (en allemand : Petrowitz II) est une commune du district de Kutná Hora, dans la région de Bohême-Centrale, en République tchèque. Sa population s'élevait à 132 habitants en 2020.

## Géographie
Petrovice II se trouve à 10,5 km au sud de Kutná Hora, à 12 km au sud-ouest de Čáslav et à 65 km à l'est-sud-est de Prague.
La commune est limitée par Uhlířské Janovice au nord, par Sudějov à l'est, par Čestín à l'est et au sud, et par Kácov et Zbizuby à l'ouest.

## Histoire
La première mention écrite de la localité date de 1291.

## Administration
La commune se compose de sept quartiers :
- Petrovice II
- Boštice
- Losiny
- Nové Nespeřice
- Stará Huť
- Staré Nespeřice
- Tlučeň

## Transports
Par la route, Petrovice II se trouve à 12,5 km de Kutná Hora, à 15 km de Čáslav et à 93 km de Prague.